# Makossa

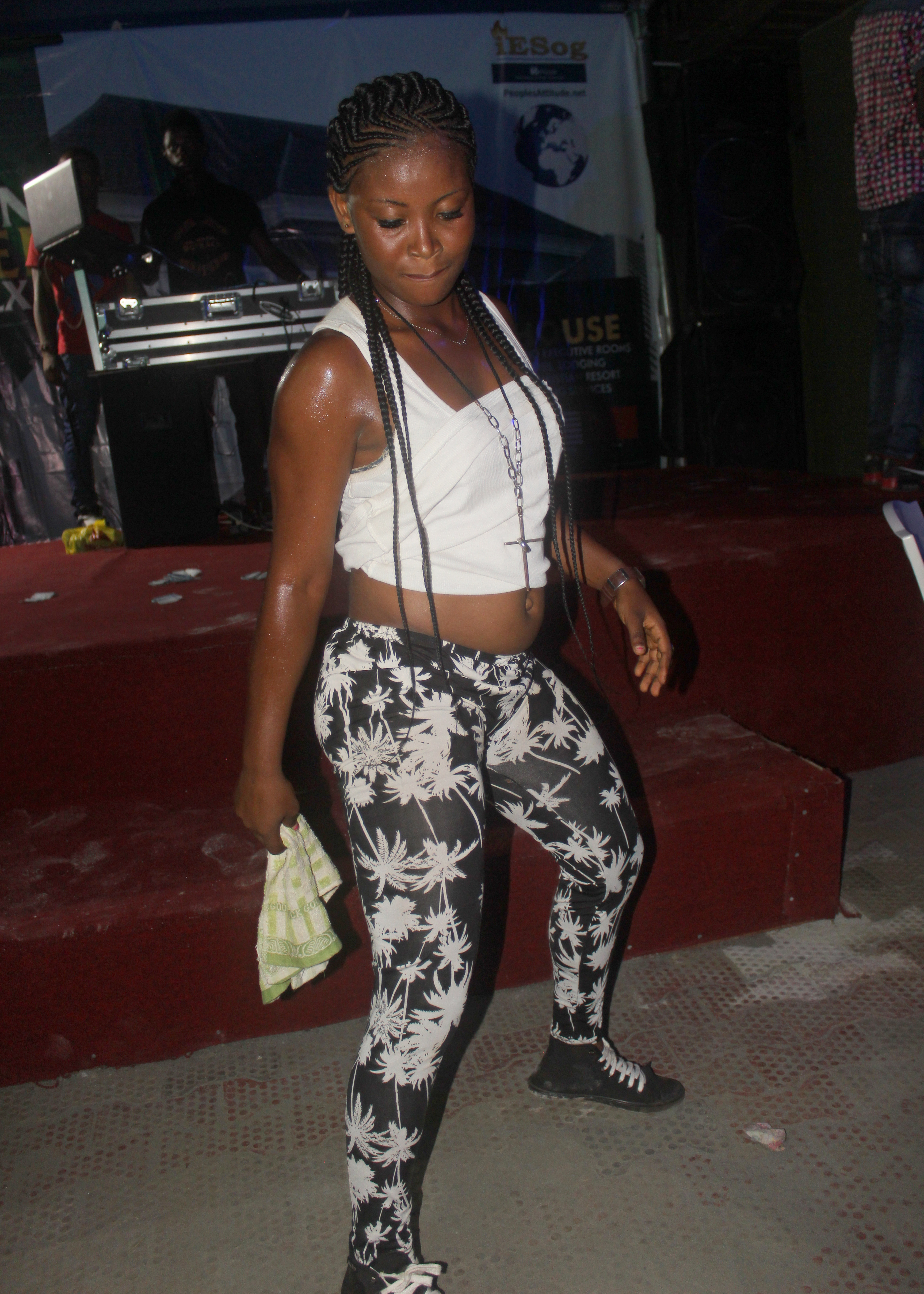
Bailarina de makossa

El makossa es un tipo de música popular en las zonas urbanas de Camerún. Es similar al soukous, pero con un fuerte ritmo de bajo y una importante sección de viento.
El makossa tiene su origen en un tipo de baile duala llamado kossa, con importantes influencias de otras músicas, como el jazz, el ambasse bey, la música latina, la rumba y el highlife. Si bien el estilo makossa comenzó en los años 1950, las primeras grabaciones no se escucharon hasta una década más tarde. Artistas como Eboa Lotin, Misse Ngoh y, sobre todo, Manu Dibango popularizaron el estilo fuera de Camerún a finales de los años 1960. El makassi es el estilo más ligero de makossa. Sam Fan Thomas hizo famoso este estilo a mediados de los años 1980, haciendo el makossa potencialmente más comercial.
Dos de los más destacados intérpretes de makossa son Manu Dibango y Emmanuel Nelle Eyoum. Eyoum fue el primero en usar el término "kossa", en sus canciones con el grupo Los Calvinos. Pero fue Dibango el que popularizó la palabra, con su tema "Soul Makossa", a comienzos de los años 70. Un estribillo de esta canción, "mamako, mamasa, maka makossa", fue después usado por intérpretes como Michael Jackson, en "Wanna Be Startin' Somethin'"; Eminem, en "Doe Rae Me"; Back To Basics, en "Mamakossa"; el Bloodhound Gang, en "Mama Say"; Rihanna, en "Don't Stop the Music"; Sumo, en La rubia tarada; Chico Science, en "Samba Makossa"; El Chojin, en "Algo más que música" y por el personaje de Calavera en el episodio 72 de la 3°ra temporada de "Las macabras aventuras de Billy y Mandy".